# Nieszawka (województwo wielkopolskie)
Nieszawka – wieś w Polsce położona w województwie wielkopolskim, w powiecie poznańskim, w gminie Murowana Goślina.
Wieś położona wśród lasu ok. 2 km na północny  wschód od Nieszawy. W pobliżu (ok. 1 km) rezerwat leśny Buczyna, Jezioro Nienawiskie.
W latach 1975–1998 miejscowość położona była w województwie poznańskim.